# Star Wars: Lethal Alliance

Ubisoft had van LucasArts de rechten gekregen om een Star Warsgame te ontwikkelen voor de PSP. De game, getiteld Star Wars: Lethal Alliance, is een actie-adventure game die zich situeert tussen Star Wars: Episode III: Revenge of the Sith en Star Wars: Episode IV: A New Hope, oftewel tussen de allereerste en de allernieuwste Star Warsfilm.

## Het spel
De hoofdrol in het spel is weggelegd voor Rianna Saren, een acrobatische Twi’lek, en haar droid Zeeo. Het spel zal draaien om het goed combineren van de verschillende unieke eigenschappen van de personages. Rianna heeft veel vuurkracht en acrobatische moves, Zeeo kan in verdedigend opzicht goed werk leveren.
Het spel brengt je langs verschillende bekende locaties, zoals de Death Star, Tatoonie, maar ook locaties die we nog nooit eerder in een Star Warsgame of film zagen, waaronder Despayre, Danuta en Alderaan. De Nintendo DS-versie van het spel wordt ontwikkeld door Ubisoft Casablanca, terwijl de PSP-versie voor Ubisoft Montreal in elkaar gezet wordt. Het zal voor het eerst zijn dat een Star Warsgame exclusief voor handhelds wordt gemaakt.

## Ontvangst
| Beoordeeld door        | Datum            | Score |
| ---------------------- | ---------------- | ----- |
| videospiele.com        | 9 december 2006  | 79%   |
| Fragland.net           | 21 maart 2007    | 73%   |
| Game Chronicles        | 9 januari 2007   | 71%   |
| Softpedia              | 16 januari 2007  | 70%   |
| Game Informer Magazine | februari 2007    | 68%   |
| Game Informer Magazine | februari 2007    | 65%   |
| Jeuxvideo.com          | 15 december 2006 | 65%   |
| UOL Jogos              | 13 december 2006 | 60%   |
| Deeko                  | 16 december 2006 | 55%   |
| Pro-G                  | 8 januari 2007   | 50%   |